# Miesierka lucernówka
Miesierka lucernówka (Megachile rotundata) – gatunek pszczoły z rodziny miesierkowatych (Megachilidae).

## Występowanie
Miesierka lucernówka występuje w Europie, Azji, północnej Afryce, Ameryce Północnej i Południowej oraz na Nowej Zelandii. W Europie jest gatunkiem rodzimym, natomiast na kontynent amerykański została przypadkowo sprowadzona przez człowieka w latach 40. XX w.

## Biologia
Gniazdo jest budowane w istniejących szczelinach o podłużnym kształcie i ma charakter liniowy (komórki z rozwijającymi się larwami są ustawione jedna za drugą). Wnętrze gniazda jest wyłożone kawałkami liści, które samica wycina żuwaczkami i przynosi do gniazda. Zaobserwowano, że do wyłożenia jednej komórki w gnieździe o średnicy 4 mm pszczoła zużywała średnio 9 kawałków liści, a dla średnic 4,8 i 6,2 mm – odpowiednio 11 i 14 kawałków. Komórka zaopatrywana jest w pyłek i nektar w proporcji ok. 64:36, po czym składane jest jedno jajo. Zazwyczaj samica kończy jedną komórkę dziennie, chociaż zdarzają się osobniki pracujące szybciej.
Podobnie jak np. u murarki ogrodowej, masa potomstwa jest skorelowana z ilością pokarmu przygotowanego przez samicę. Podobnie jak u innych pszczół, samica decyduje o płci swojego potomstwa poprzez fakt zapłodnienia bądź nie komórki jajowej (haplodiploidalność). Stwarza jej to możliwość manipulacji płcią i wielkością ciała potomstwa w zależności od warunków środowiska, np. samice zmuszone wykonywać dłuższe loty po pokarm nie tylko produkują mniej potomstwa, ale również przesuwają proporcję płci na korzyść synów w porównaniu z samicami latającymi na mniejsze odległości.

## Rola w zapylaniu
Miesierka lucernówka jest gatunkiem polilektycznym, jednak chętnie odwiedza rośliny z rodziny bobowatych, takie jak lucerna (od której gatunek wziął zarówno swą polską, jak i angielską nazwę – alfalfa leafcutter bee). Lucerna nie przez wszystkie pszczoły jest zapylana, gdyż specyficzna budowa kwiatu powoduje, że odwiedzający go owad musi z odpowiednią siłą nacisnąć na płatki, by pręciki i słupek zostały wyeksponowane. W USA miesierka lucernówka jest hodowana na dużą skalę jako zapylacz lucerny, podobnie jak łusarek lucernowy.